# Гойрле
Гойрле (нід. Goirle) — муніципалітет і місто на півдні Нідерландів, у провінції Північний Брабант, на кордоні із Бельгією.
Крім однойменного міста до муніципалітету Гойрле входять села Брегес та Ріл.

## Топографія
Нідерландська топографічна карта муніципалітету Гойрле, червень 2015 року

## Визначні мешканці
- Флор Янсен (нар. 1981) — нідерландська співачка, вокалістка гурту Nightwish
- Аманда Гопманс (нар. 1976) — нідерландський тенісист
- Йоріс Матейсен (нар. 1980) — нідерландський футболіст
- Ірен Вюст (нар. 1986) — нідерландська ковзанярка, одинадцятиразова олімпійська медалістка
- Верджил Місіджан (нар. 1993) — нідерландський футболіст

## Галерея

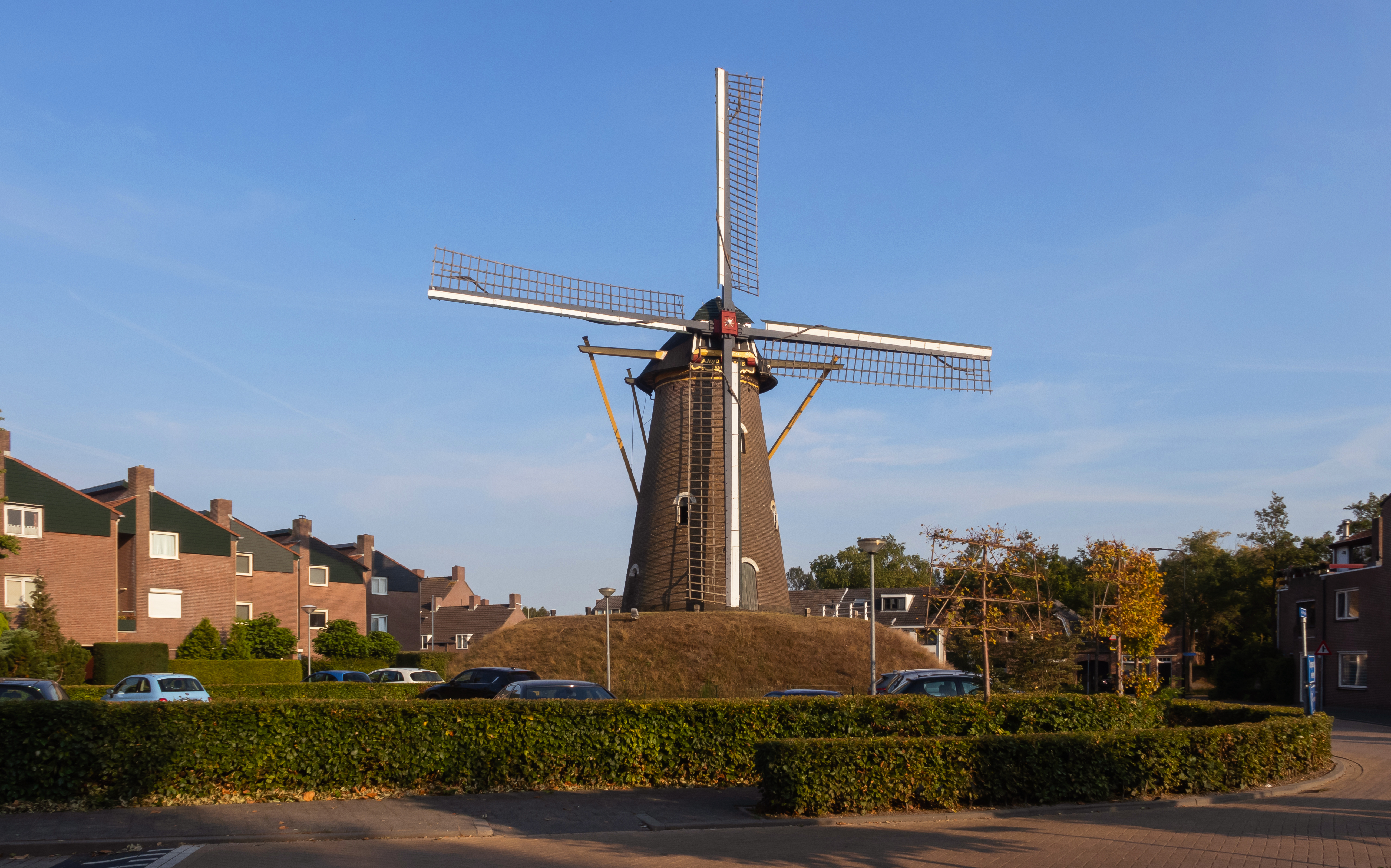
Вітряк
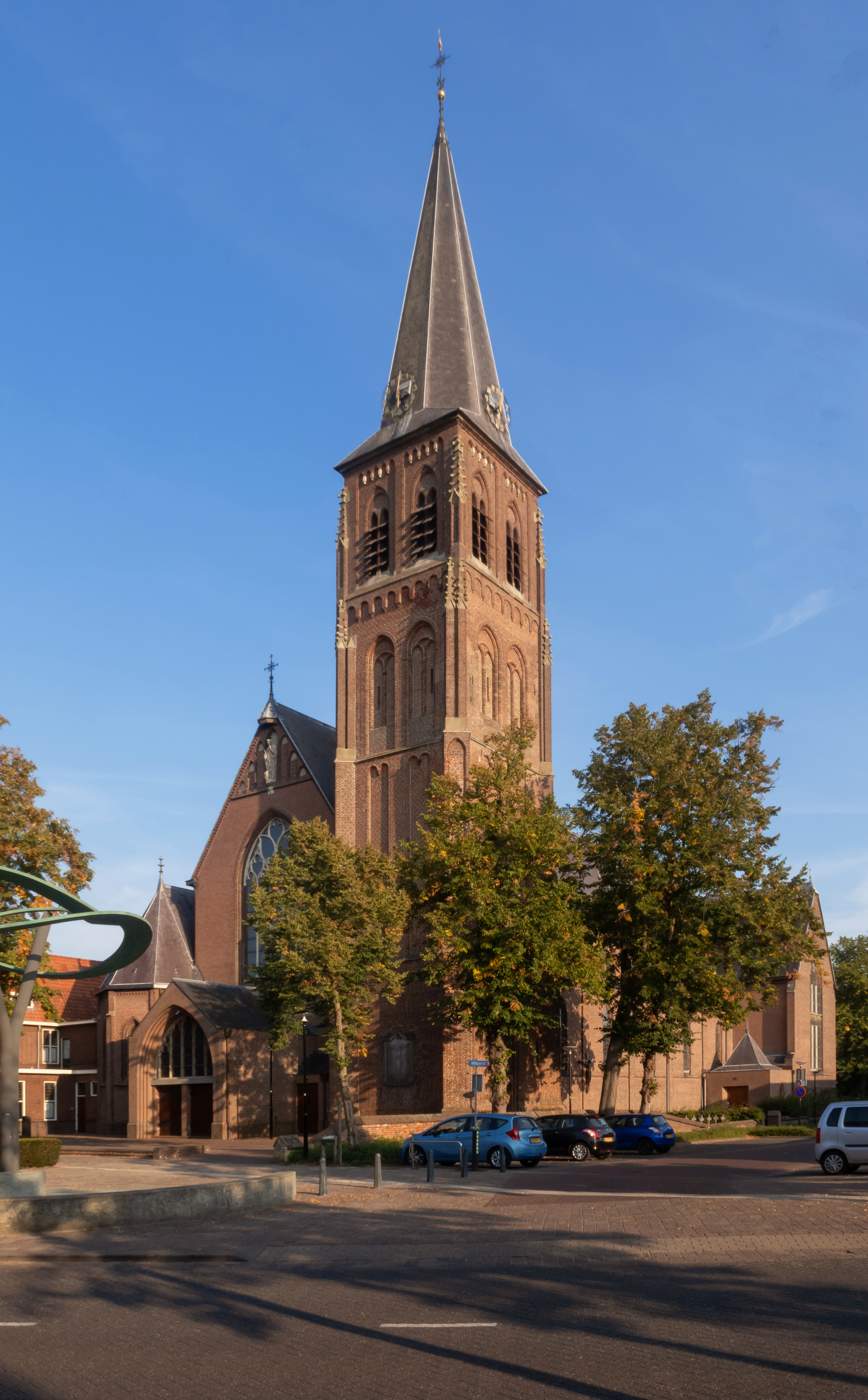
Церква
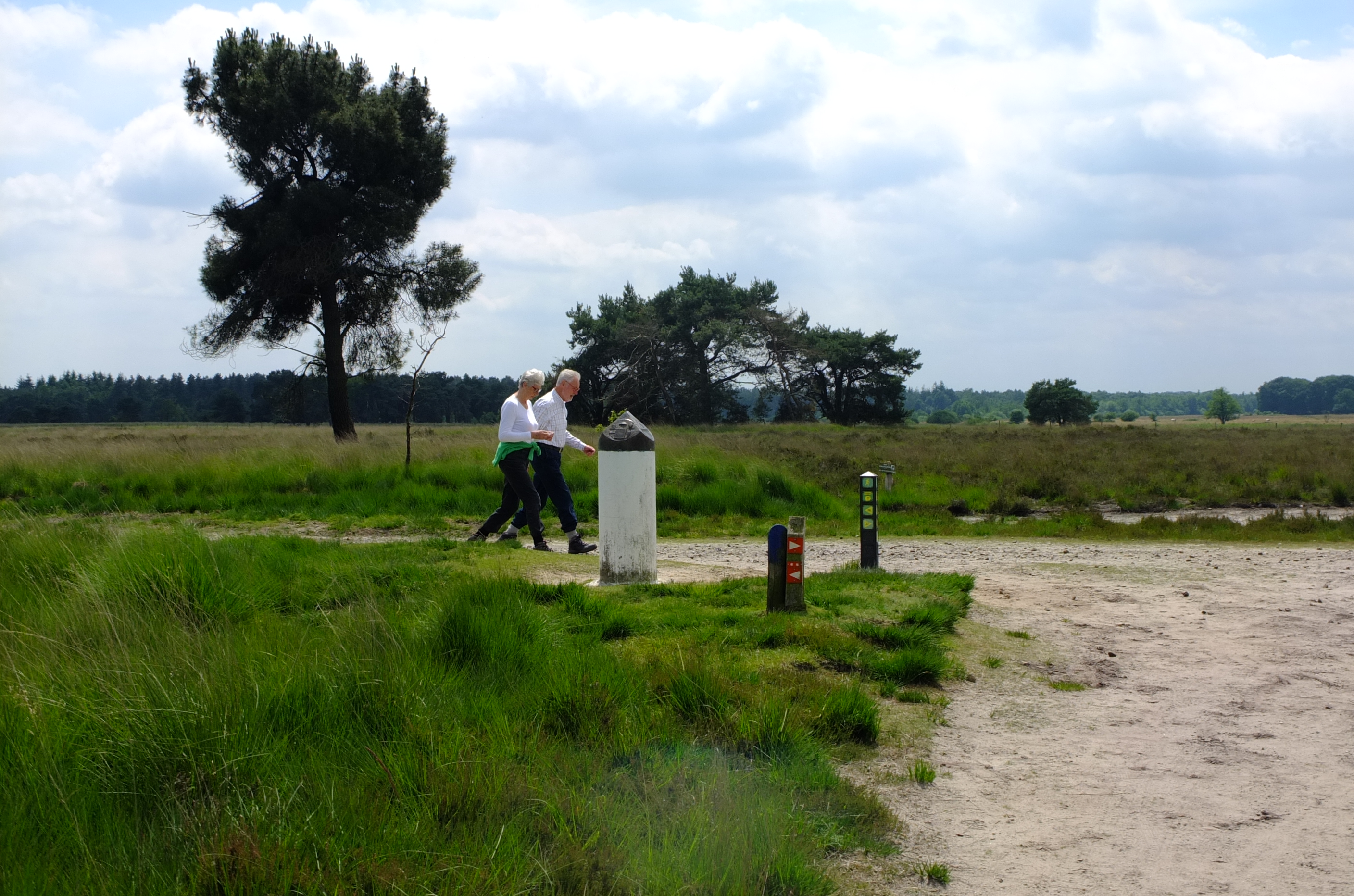
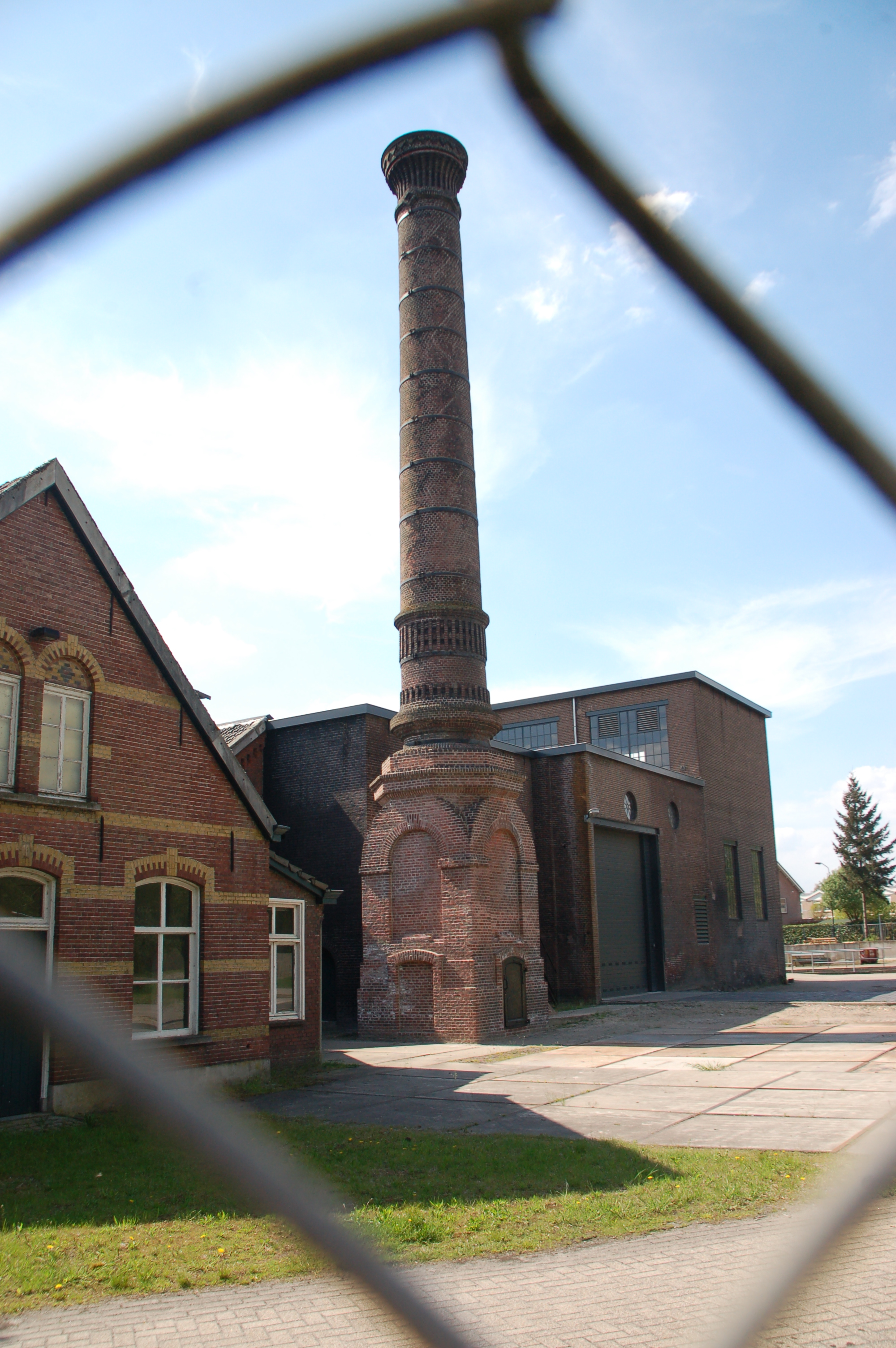
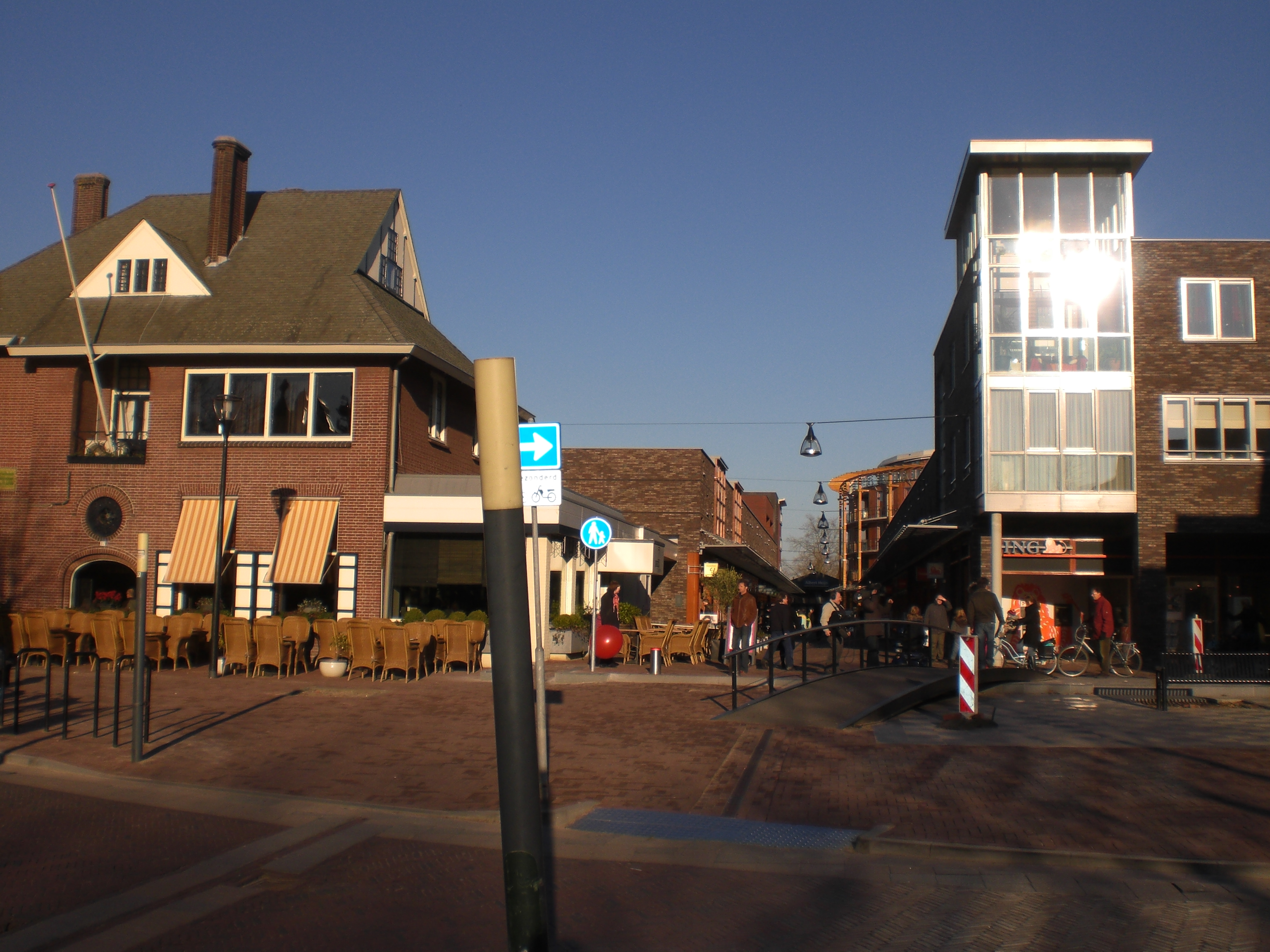
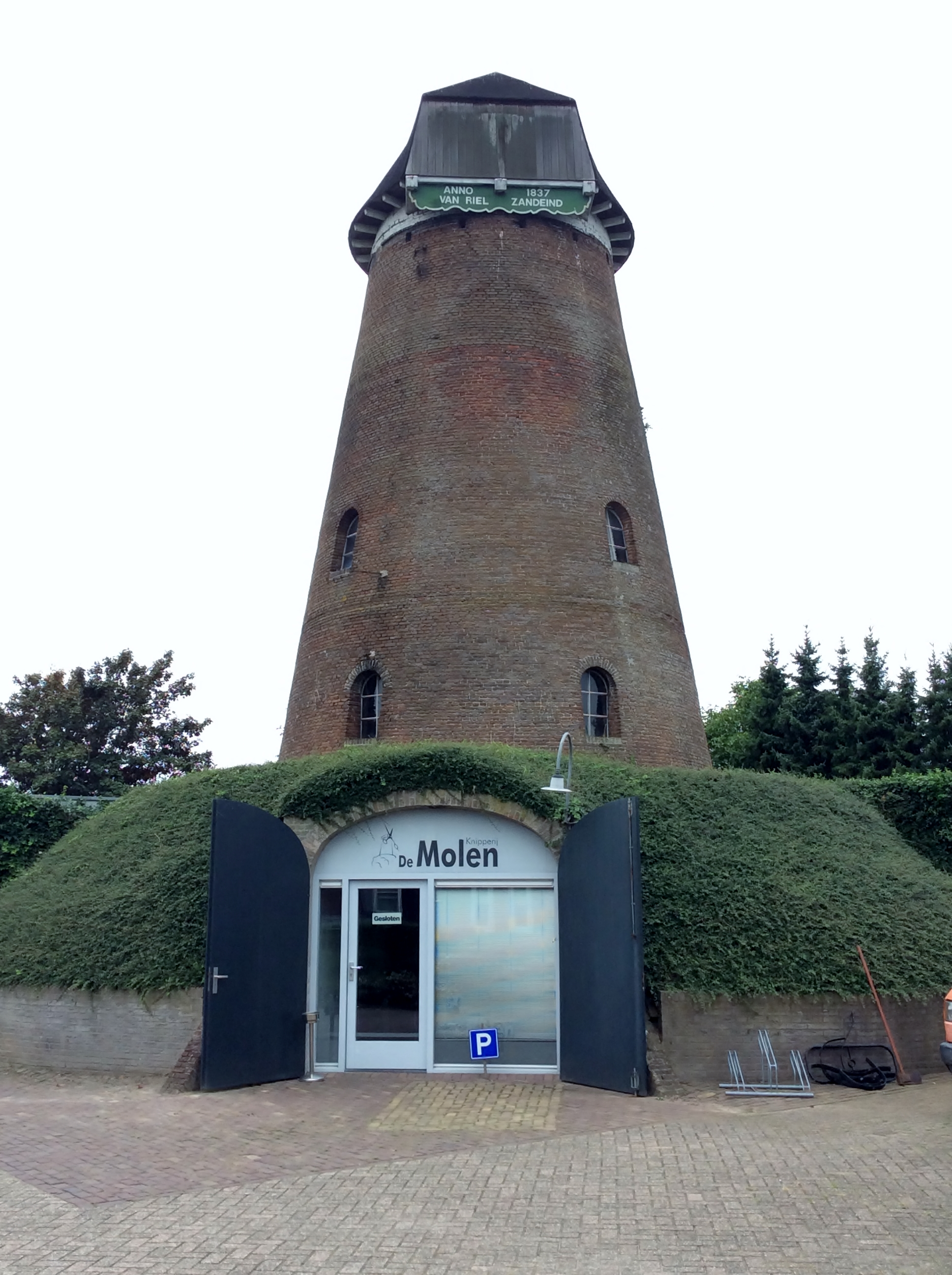